# Ґандальв Альвґейрсон
Ґандальф Альвґейрсон (давньоскан. Gandálf Álfgeirsson) — легендарний конунг дрібного королівства Альвгейм у південно-східній Норвегії та південно-західній Швеції. Епізодично згадується в «Сазі про Інґлінґів», як одна з дієвих осіб в «Сазі про Гальвдана Чорного» і «Сазі про Гаральда Прекрасноволосого».

## Життєпис
Практично всі відомості про Ґандальва, що містять дві саги Сноррі — це те, що він ворогував з Гальвданом Чорним і розділив з ним Вінґулмарк навпіл, а згодом пішов війною на Гаральда Гальвдальсона, зазнавши розгрому, а також деякі деталі.
«Сага про Гальвдана Чорного» розповідає, що Ґандальв отримав Альвгейм від свого батька Альвґейра. В сазі описано епізод боротьби Ґандальва з Гальвданом Чорним за панування Альвгеймом. Вони уклали тимчасову угоду розділити між собою Вінґулмарк, що знаходився між їхніми володіннями. У пізнішому епізоді три сини Ґандальва, Гайсінг, Гельсінг і Гаке, спробували влаштувати засідку на Гальвдана Чорного вночі, але той утік до лісу, залишивши своїх людей. 
Зібравши армію, він повернувся і переміг братів, убивши Гайсінга і Гельсінга. Гаке зміг втекти, а Гальвдан став правителем усього Вінґулмарка. Цей епізод має продовження у битві при Гакадалі, коли Ґандальв пережив Гальвдана і з Гаке, що вижив раніше, спробував піти війною на сина Гальвдана.
Якісь обставини смерті, як і народження, невідомі.